# Hintertux
Hintertux är en österrikisk by med knappt 200 invånare, belägen 1300 meter över havet, som ligger längst in i Zillertal. Den har 245 kilometer pistade nerfarter och bland annat glaciäråkning (i pist och offpist).
Hintertux ligger i kommunen Tux i Tyrolen.